# William Addison
William Addison (1803 – Brighton, 26 settembre 1881) è stato un medico inglese.
Eletto fellow della Royal Society nel 1846, si specializzò in ematologia. Nel 1854 descrisse per primo la sclerodermia a placche.